# Ожерелье-Сортировочное (локомотивное депо)
Эксплуатационное локомотивное депо Ожерелье-Сортировочное (ТЧЭ-33) — предприятие железнодорожного транспорта в городе Кашире, принадлежит к Московской железной дороге. Депо занимается ремонтом и эксплуатацией тягового подвижного состава.

## История депо
Депо было создано в 1936 году. Первое время паровозы простаивали в ремонте намного больше норм (десять суток вместо четырёх), потому что работники депо не умели качественно работать.
Первый рейс паровоз ФД совершил 15 августа 1936 года.
В 1937 году в депо поступили паровозы ИС мощностью 3000 л. с.
В годы Великой Отечественной войны из локомотивных и ремонтных бригад депо Ожерелье, и работников локомотивных депо эвакуированных с Южной дороги была сформирована колонна паровозов особого резерва № 10.
В апреле 1949 года депо завоевало переходящее Красное Знамя МПС и ЦК отраслевого профсоюза.

## Тяговые плечи
Тяговые плечи локомотивов:
- Москва-Казанская — Анапа
- Москва-Казанская — Вековка
- Москва-Казанская — Казань
- Москва-Казанская — Екатеринбург
- Москва-Казанская — Рязань 2
- Москва-Казанская — Ряжск-1
- Москва-Казанская — Воронеж-1
- Москва-Казанская — Ростов-Главный
- Москва-Казанская — Адлер
- Москва-Казанская — Кисловодск
- Москва-Казанская — Разъезд 9 Км
- Москва-Киевская — Брянск-Орловский
- Москва-Курская — Брест-Центральный
- Москва-Курская — Нижний Новгород
- Москва-Курская — Киров
- Москва-Смоленская — Минск
- Москва-Смоленская — Брест
- Москва-Павелецкая — Узуново
- Москва-Павелецкая — Рязань 2
- Москва-Павелецкая — Ожерелье
- Санкт-Петербург-Главный — Воронеж-1
- Санкт-Петербург-Главный — Нижний Новгород
- Поварово-3 — Ожерелье
- Поварово-3 — Рязань 2

Тяговые плечи локомотивных бригад:
- Москва-Павелецкая — Узуново[5]
- Москва-Павелецкая — Рязань 2
- Москва-Павелецкая — Ожерелье
- Поварово-3 — Ожерелье
- Поварово-3 — Рязань 2

Станция Узуново является станцией стыкования и электровозы постоянного тока ЧС2, ЭП2К, ВЛ10 и ВЛ11 меняются здесь на электровозы переменного тока ВЛ80 и ЭП1м.
Локомотивы депо Ожерелье водят фирменные пассажирские поезда «Лотос», «Саратов», «Волжские дали», «Тамбов», «Волгоград», «Воронеж».

## Подвижной состав

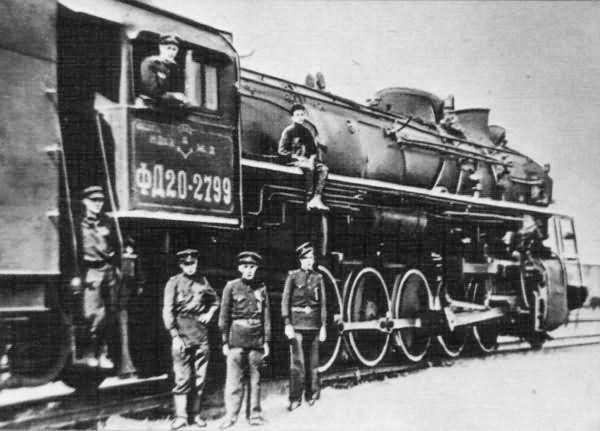
Локомотивная бригада паровоза ФД20-2799 (депо Ожерелье, 1941—1942 год)

В настоящее время (на август 2017 года) в приписном парке депо Ожерелье имеются электровозы ЧС2К, ЭП2К, ЭП10, ЭП20, тепловозы ЧМЭ3.
Ранее к депо были приписаны паровозы ФД, электровозы ВЛ19, ВЛ22м, ВЛ8, ВЛ11м.
В депо Ожерелье в 1971 году проходил испытания опытный электровоз ВЛ80А.
У депо стоит электровоз-памятник НО.

## Знаменитые люди депо
Троим машинистам депо Ожерелье, в годы Великой Отечественной войны служивших в колоннах паровозов особого резерва К. И. Даниленко, Н. П. Кутепову и А. И. Покусаю присвоено звание Героя Социалистического Труда
Начальником депо Ожерелье работал в конце 1950-х годов будущий начальник Красноярской железной дороги Александр Терентьевич Головатый
В депо Ожерелье работал машинист Виктор Михайлович Моисеев, Герой Социалистического Труда
Более ста работников депо были удостоены звания Почётного железнодорожника и около 300 человек награждены орденами и медалями.